# Tom Nicon
Tom Nicon  (Toulouse, 22 de marzo de 1988 – 18 de junio de 2010) fue un modelo francés, que posó para clientes como Louis Vuitton, GQ y Vogue. Participó en pases de marcas de alta costura y fue famoso por ser el "rostro" de la principal casa de moda del Reino Unido Burberry.

## Carrera
Considerado uno de los modelos más prometedores de Europa, pasó por las pasarelas de grandes marcas como Yves Saint-Laurent, Jean-Paul Gaultier, Hugo Boss, Versace, Dolce & Gabbana o Kenzo.

## Muerte
El cuerpo de Nicon fue encontrado sin vida en el patio de un edificio del centro de Milán el 23 de junio de 2010 después de precipitarse desde el cuarto piso del apartamento donde residía, unas pocas antes de que apareciera en la Semana de la Moda de Milán. Había asistido a una prueba de Versace esa misma mañana. Policía concluyó que había sido un suicidio. No se encontró ninguna nota de suicidio.
La teoría de la policía es que Nicon estaba deprimido después de su reciente ruptura con su novia, mientras que el magnate italiano de la moda Giorgio Armani fue citado diciendo: "Este mundo está demasiado vinculado a la juventud y hace que parezca que la vida termina a los 22, ... Necesitamos hacer que los jóvenes entiendan que la vida es hermosa a partir de los 23 años". Otro miembro de la industria fue citado diciendo: "Los hombres se dan cuenta de que no es una carrera a largo plazo, a diferencia de las mujeres, que saben que si pueden hacerse un nombre pueden permanecer en el negocio por más tiempo, pasar a hacer otras cosas y convertirse en en una marca".
Su muerte se relacionó con la "serie de tragedias" que ocurrieron en la industria de la moda en pocos meses, como los suicidios del diseñador Alexander McQueen y las modelos Daul Kim, Ambrose Olsen, Hayley Marie Kohle, Lina Marulanda, Ruslana Korshunova y el intento de suicidio de la modelo Noémie Lenoir.